# Islas Mulkku
Islas Mulkku (en finés: Mulkkusaaret) es un archipiélago formado por tres pequeñas islas y una roca en el lago Oulujärvi en el municipio Paltamo de Finlandia. Las islas están situadas al norte de la isla de Teva, a unos 5 kilómetros (3,1 millas) al suroeste del pueblo de Melalahti y a cerca de 9 kilómetros (5,6 millas) al noroeste de la localidad de Paltaniemi.
Las islas forman una cadena en dirección noreste-suroeste, y están en su mayoría cubiertas por bosques boreales. Los acantilados se pueden encontrar en las tres islas, sobre todo en la parte sur. Hay un sitio para fogatas y un refugio, llamado laavu, en la isla más al sur.